# Strömparterren

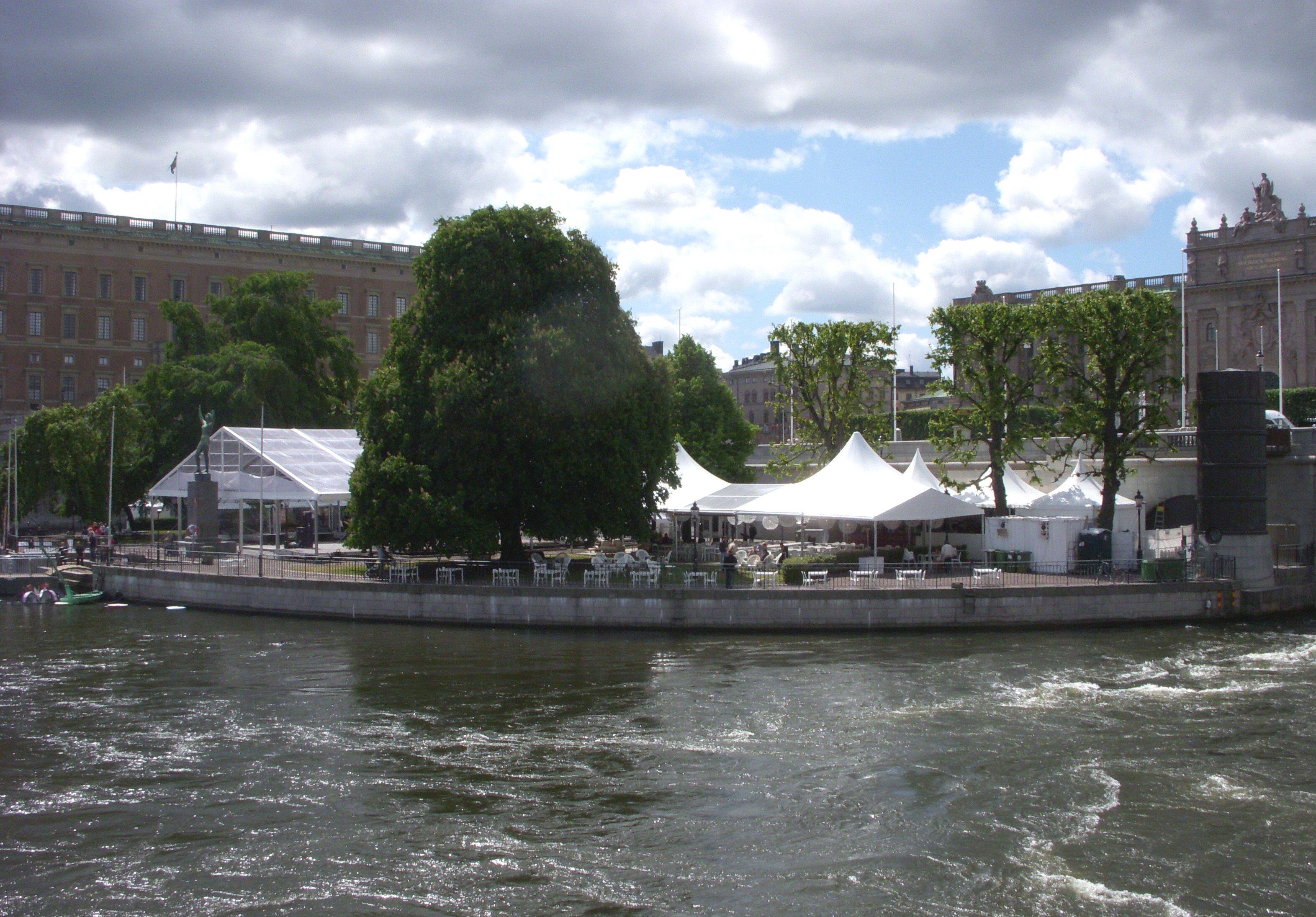
Strömparterren i juni 2010 under festivalen Love Stockholm 2010.

Strömparterren är den udde som är belägen i Norrström öster om Norrbro på Helgeandsholmen i centrala Stockholm.  Udden fick sitt namn efter den trädgårdsliknande park (parterr) som anlades där i början av 1830-talet, under ledning av arkitekt Fredrik August Lidströmer, son till Norrbros byggmästare Jonas Lidströmer.
Längst ut på den halvrunda udden står Carl Milles skulptur Solsångaren som restes 1926 till minne av Esaias Tegnér. Statyn ska gestalta Tegnérs dikt Sång till solen. På Strömparterren finns ytterligare en skulptur, Dimman, en kvinnofigur i brons av Gusten Lindberg, rest 1910. Från Strömparterren når man även Medeltidsmuseet som har sina lokaler under Norrbro.

## Historik

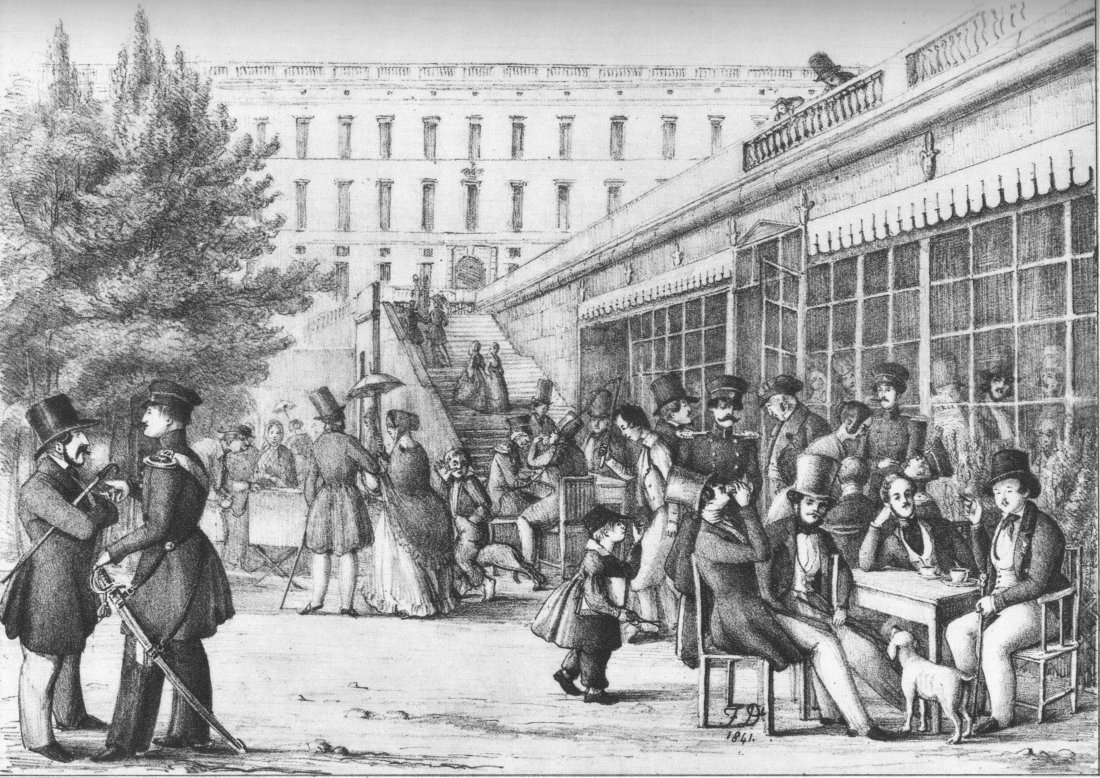
Folkliv vid Strömparterren 1841. Mannen vid bordet i förgrunden som dricker ur ett glas är Fritz von Dardel, bildens tecknare.

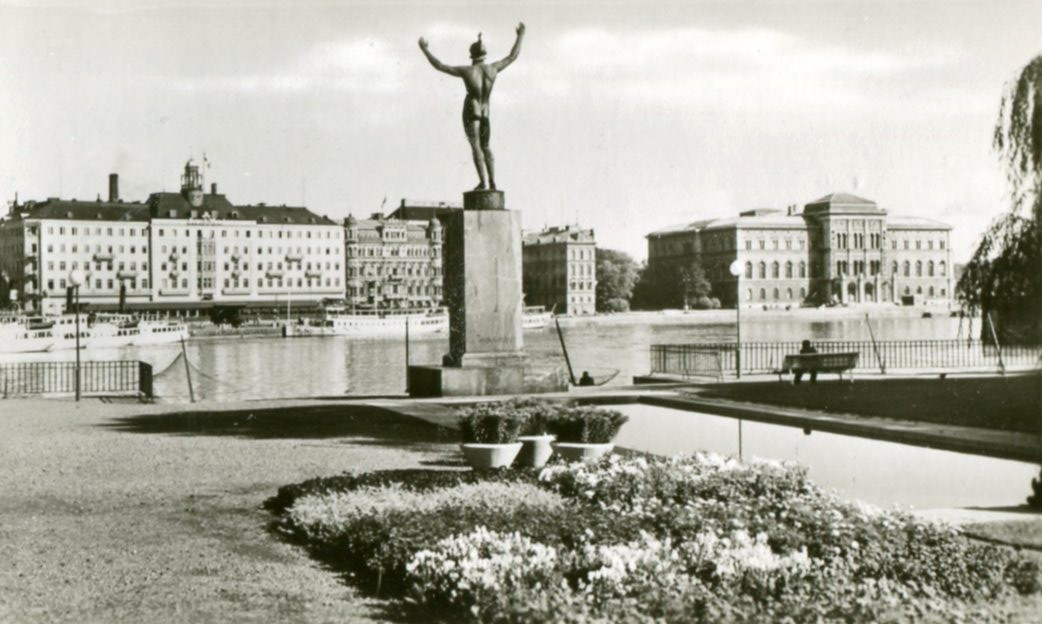
Strömparterren och Solsångaren 1930-tal. Då fanns även den spegeldamm som upprustades 2011.

Efter att Norrbro var färdig 1810 användes platsen som upplag för fiskeredskap och var i övrigt täckt av ogräs. Fisket orsakade dock problem och 1821 beslutades att fiskeverken skulle tas bort från platsen. 
Under perioden 1831–1832 gjordes platsen i ordning som en promenadplats för allmänheten. En trädgård anlades och popplar planterades under ledning av Anders Lundström från Bergianska trädgården. Över den genomgående kanalen lades en bågformad gångbro av järn från Samuel Owens verkstad och från Krokfors bruk levererades grindar och staket.
År 1838 fick hovkonditor Abraham Christopher Behrens tillstånd att försälja "konfityrer, glacer och andra refraichisementer med undantag av starka drycker" på platsen, och ett schweizeri öppnades med lokaler delvis under Norrbro. Efter Behrens kom serveringen att skötas av olika personer, bland annat av hovkonditorn August Davidsson (1809–1878) hovkonditorn J. Lagergren, Manne Davidsson och Hugo Berns. Omkring 1860 ersattes den tidigare enkla paviljongen av en mer påkostad utförd i järn och glas.
På 1870-talet fick Strömparterren en musikpaviljong och 1895 fylldes kanalen igen. När Leonard Linden tog över verksamheten 1908 förändrade han den till en smörgåsservering utan spriträttigheter där det framfördes levande musik. När musikestraden hade rivits 1909 fick besökande artister istället uppträda i en konsertlokal under brovalven. Paviljongen stod kvar till mitten av 1930-talet.
År 1919 fanns 148 registrerade håvbåtar i Strömmen, vilket var rekord. Många av dem fanns i vattnet kring Strömparterren. Idag finns bara tre håvbåtar kvar som påminner om den tidigare fiskeriaktiviteten och de utgör numera huvudsakligen att omtyckt fotomotiv.
Stockholms stads kulturförvaltning förvandlade Strömparterren till en arena för musik och fest, med start under festivalen Love Stockholm 2010 i samband med bröllopet mellan kronprinsessan Victoria och Daniel Westling.

## Upprustning och nya paviljonger
Efter omfattande upprustningsarbeten återinvigdes parken i augusti 2012. Här finns nu bland annat stora blomsterplanteringar och gräsytor som kantas av sittvänliga uppvärmda murar. Både sittmurarna och den upprustade spegeldammen är i cementmosaik. En bred granittrappa har byggts i ytterkanten mot Norrström.
I samband med upprustningen kompletterades Strömparterren med några paviljongbyggnader som är placerade på terrassens norra sida. Här öppnade Kolonis kafépaviljong i juni 2013. Paviljongerna innehåller ett sommarcafé och toaletter och är formgivna av arkitekt Dinell Johansson. Paviljongerna har nominerats till Årets Stockholmsbyggnad 2014. Karolina Keyzer, Stadsarkitekt i Stockholms stad och jurymedlem i Årets Stockholmsbyggnad menade om den lilla byggnadsgrupp: "En liten familj av parkpaviljonger tar hand om de funktioner som behövs för att befolka vår Strömparterr. Med självklar enkelhet och små medel lyckas byggnaderna skapa närvaro och tydlighet i det pampiga Stockholmsrummet mellan monument och fiskevatten."

## Nutida bilder

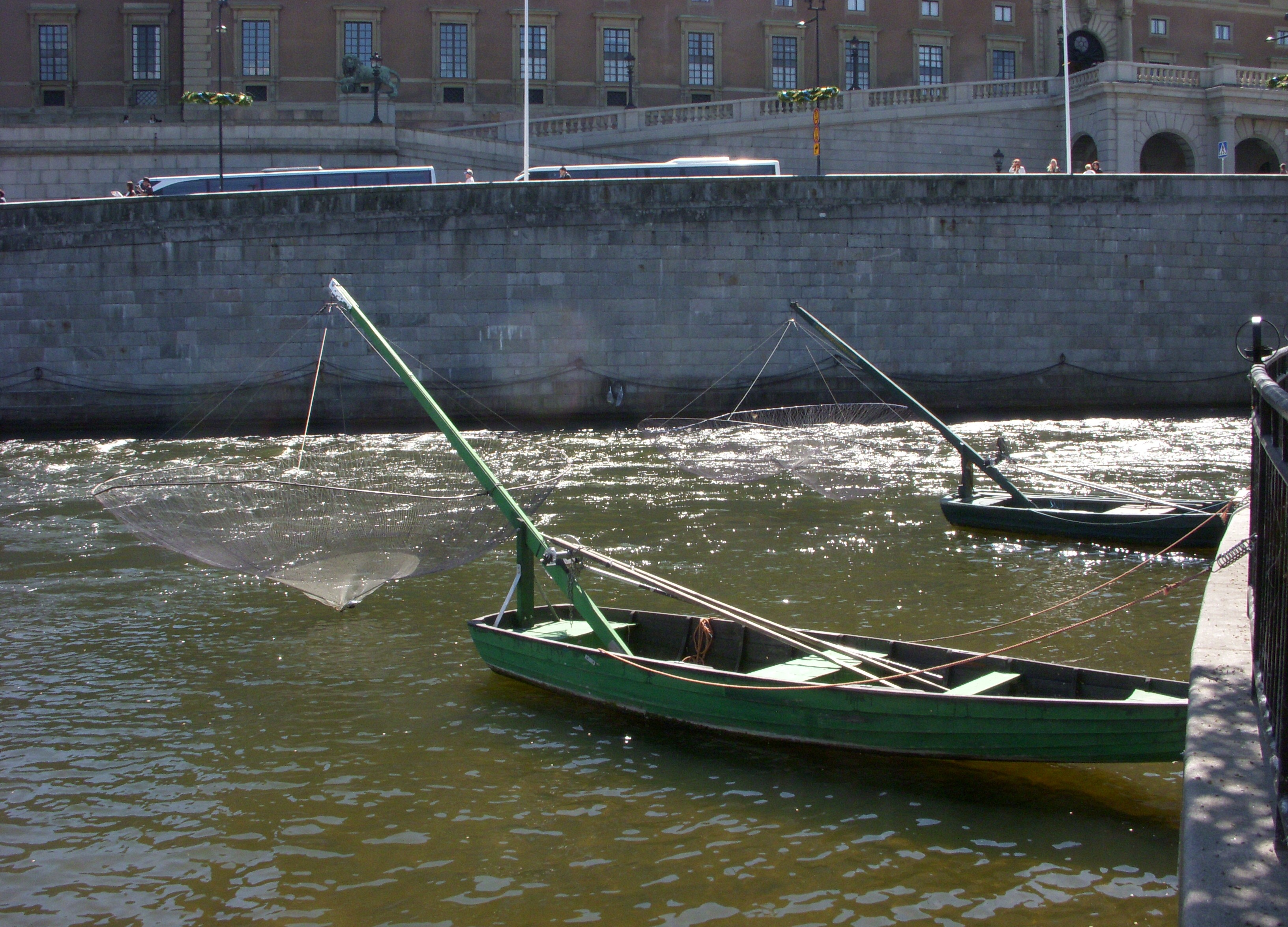
Strömparterrens karakteristiska håvbåtar.
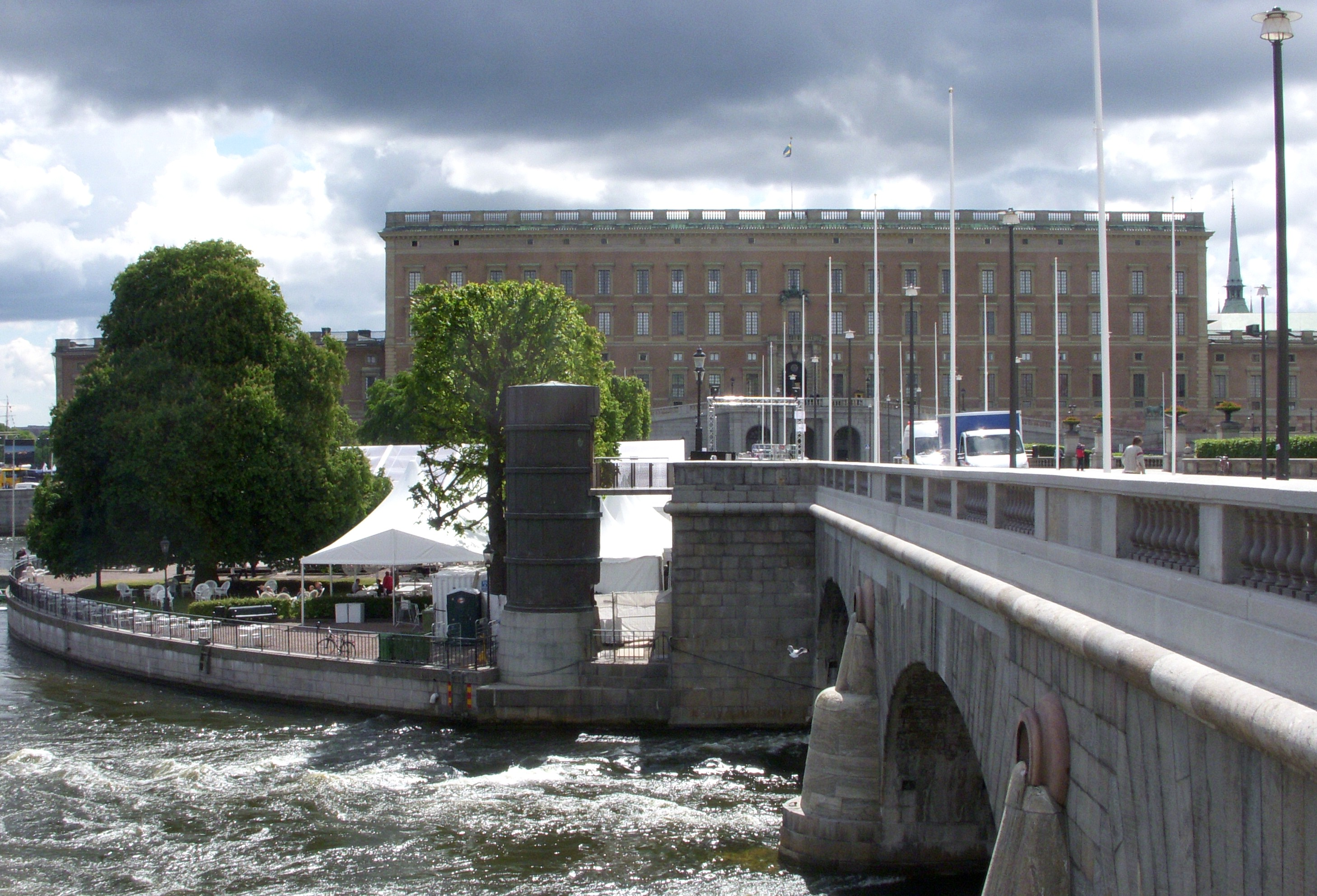
Strömparterren från Norrbro, juni 2010.
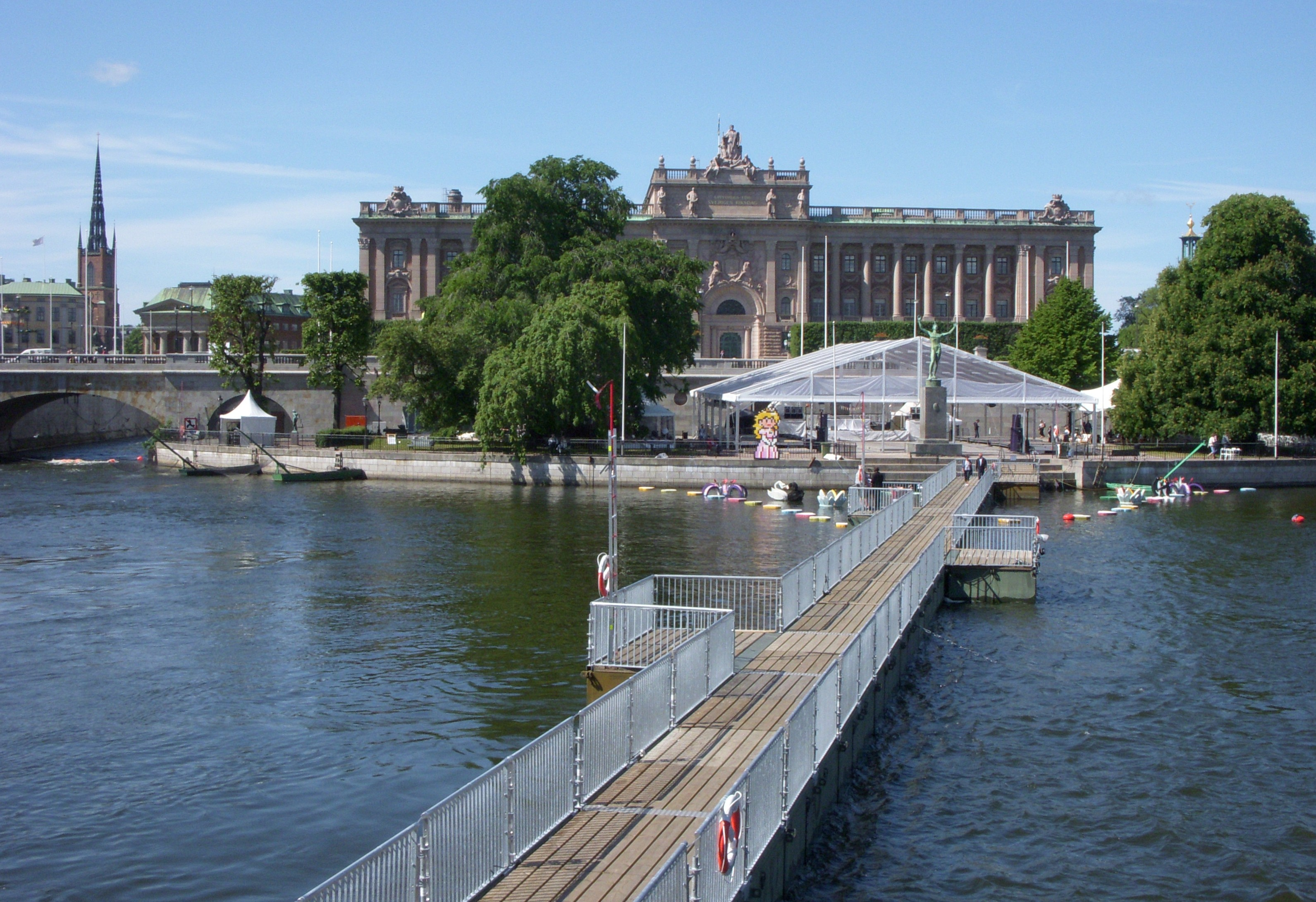
Med provisorisk gångbrygga mellan Strömparterren och Strömbron, 2010.
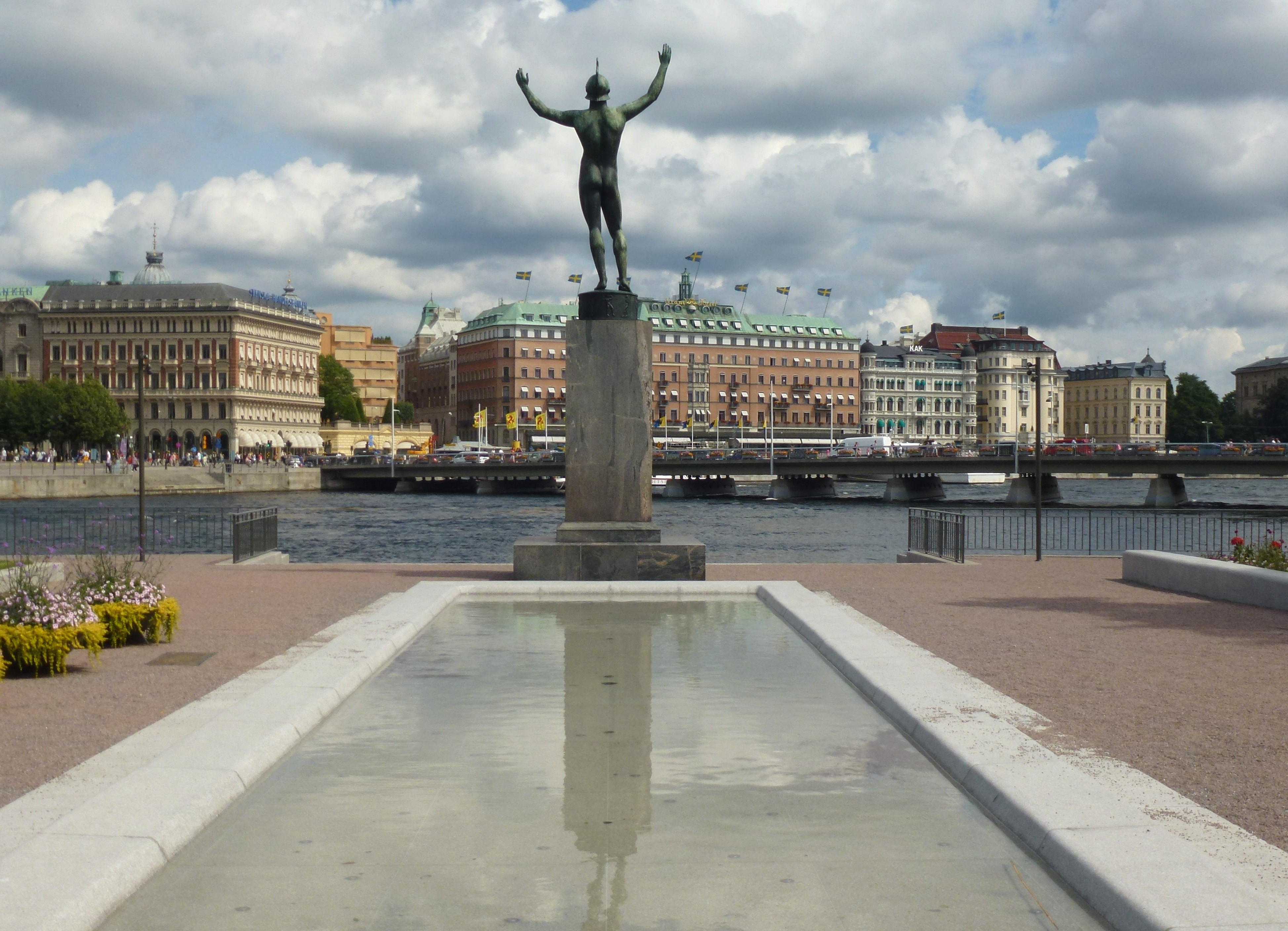
Solsångaren och spegeldammen, juli 2012.

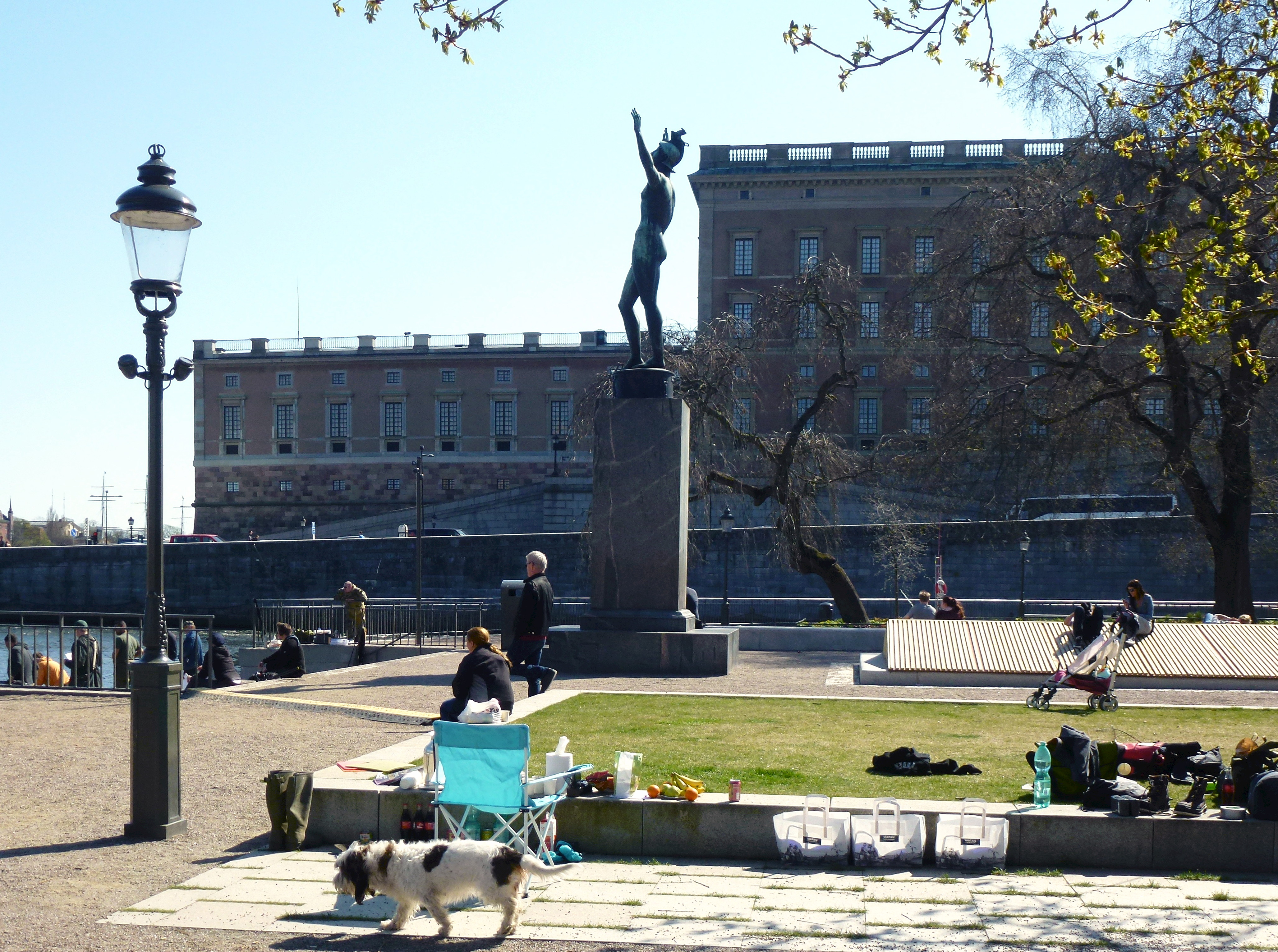
Folkliv på Strömparterren, april 2014.
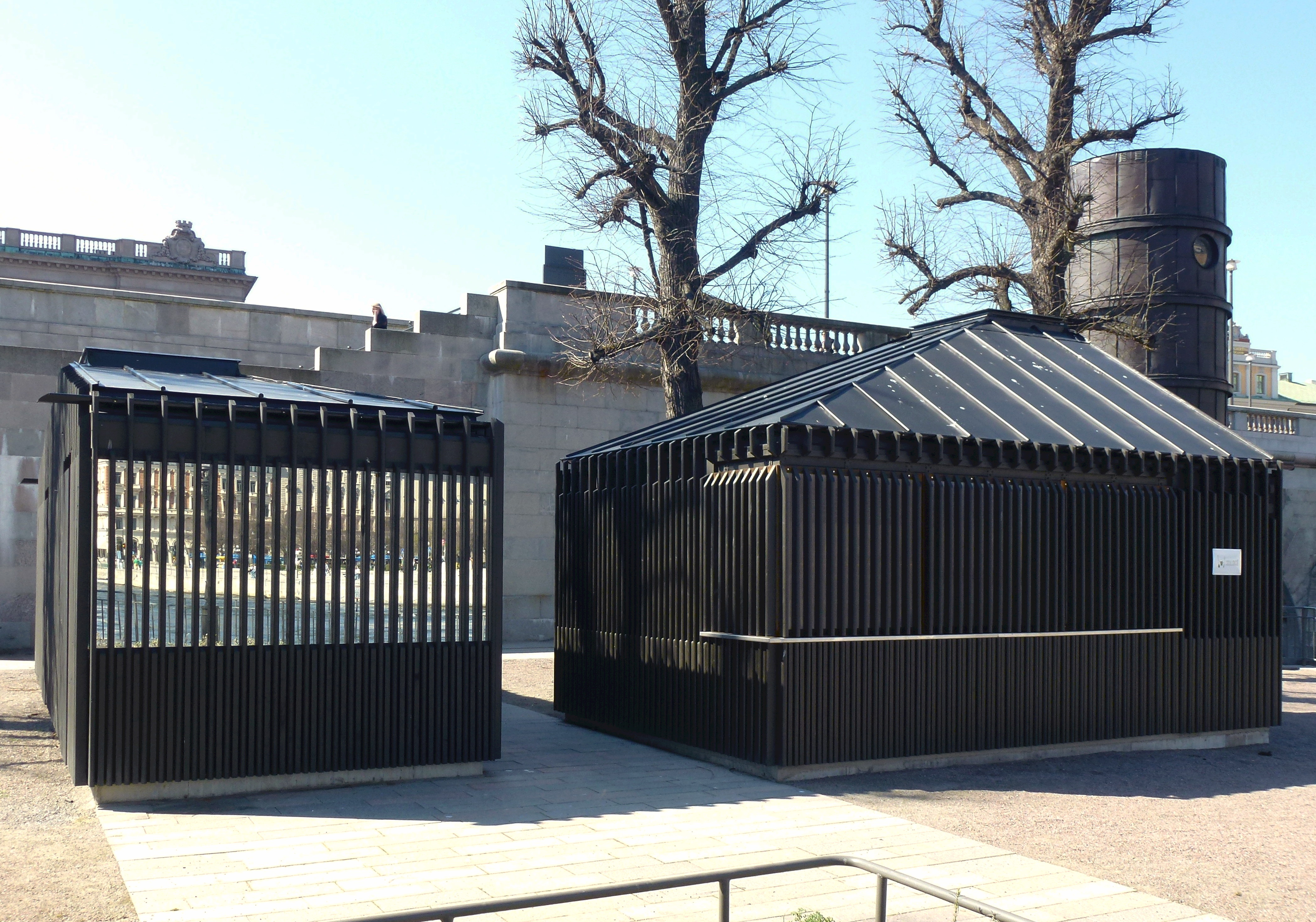
"Kolonis kafépaviljong", 2014.
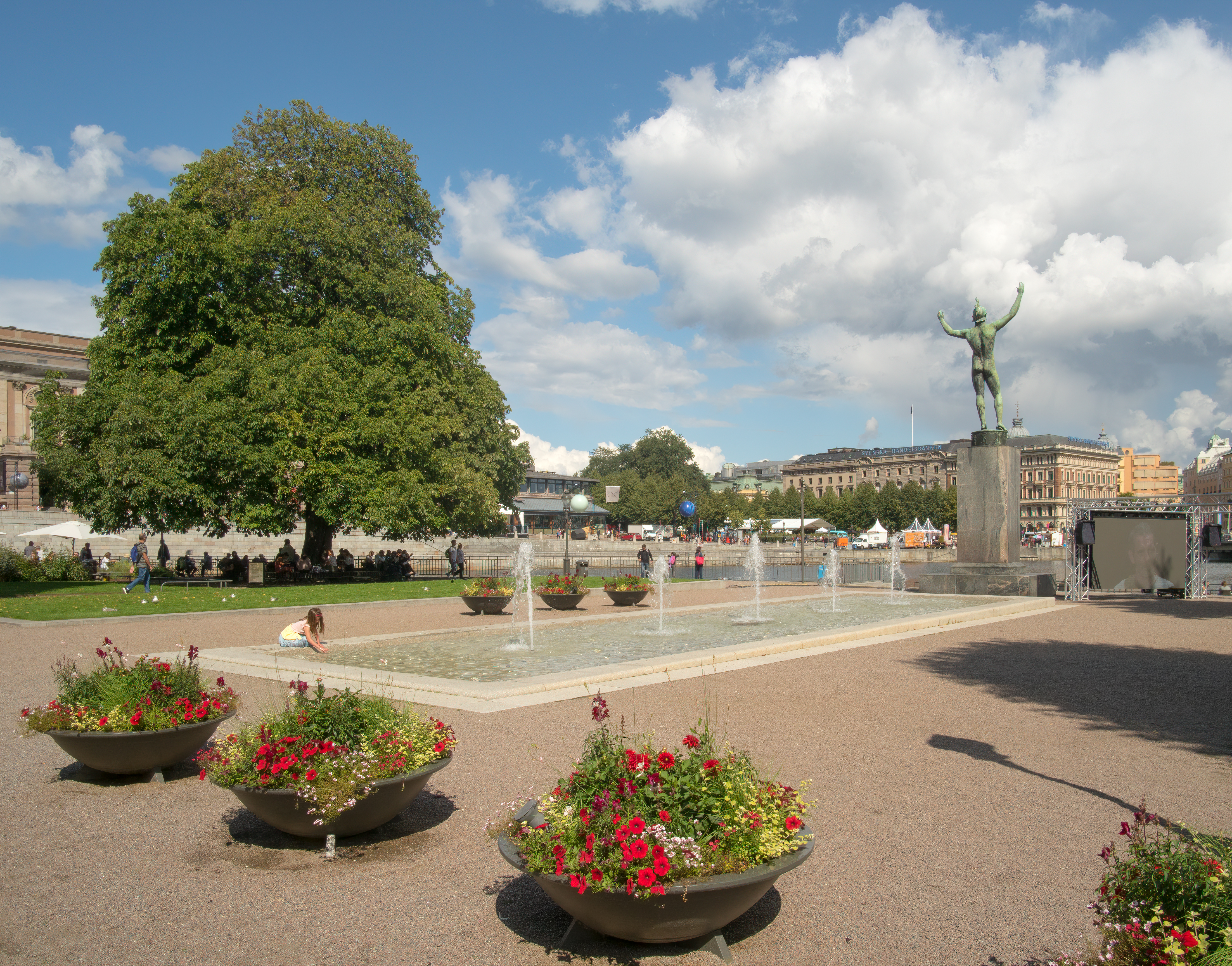
Solsångaren och spegeldammen 2019.
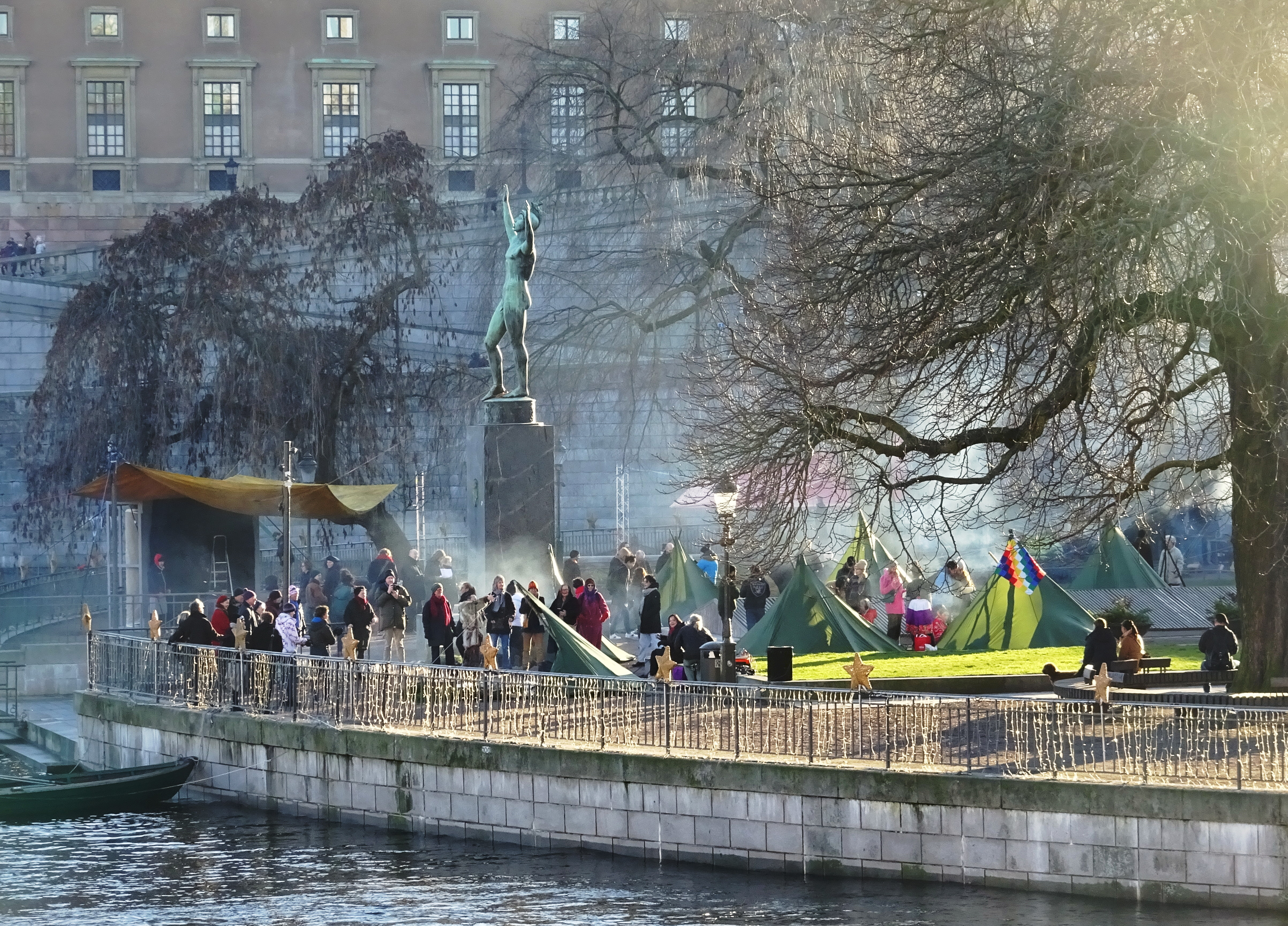
Eldmarknaden, januari 2020.

## Fotnoter
1. ↑  August Davidsson anställde Wilhelmina Skogh omkring 1862–1863 i restaurangens disk. Hon blev verkställande direktör för Grand Hôtel i Stockholm 1902.